# Гіталеле
Гіталеле (іноді вимовляється як гітарлеле або гілеле), також відоме як kīkū, це гібрид гітари та укулеле. Розмір: 1/4 розміру гітари та щось середнє між класичною гітарою та теноровим чи баритонним укулеле. Гіталеле поєднує в собі портативність укулеле з шістьма струнами й тим саме великими можливостями класичної гітари. Воно може містити вбудований мікрофон, який дозволяє грати на гіталеле як на акустичній гітарі підключеній до підсилювача. Гіталеле часто подається як туристична гітара чи гітара для дітей.
Розмір гіталеле зазвичай такий самий як і укулеле і зазвичай воно налаштоване як звичайна гітара з транспонованим строєм в «A» (5 лад звичайної гітари). Таким чином стрій гіталеле — ADGCEA, з 4 високими струнами налаштованими як укулеле налаштоване у низьке G.
Деякі виробники гітар та укулеле також продають гіталеле: Yamaha Corporation's GL-1 Guitalele, Cordoba's Guilele та Mini, Koaloha's D-VI 6-string tenor ukulele, Mele's Guitarlele, Kanilea's GL6 Guitarlele та Islander GL6, Luna's 6-string baritone ukulele, the Lichty Kīkū, the Kinnard Kīkū, та the Gretsch guitar-ukelele.